# Puertas de Zaragoza

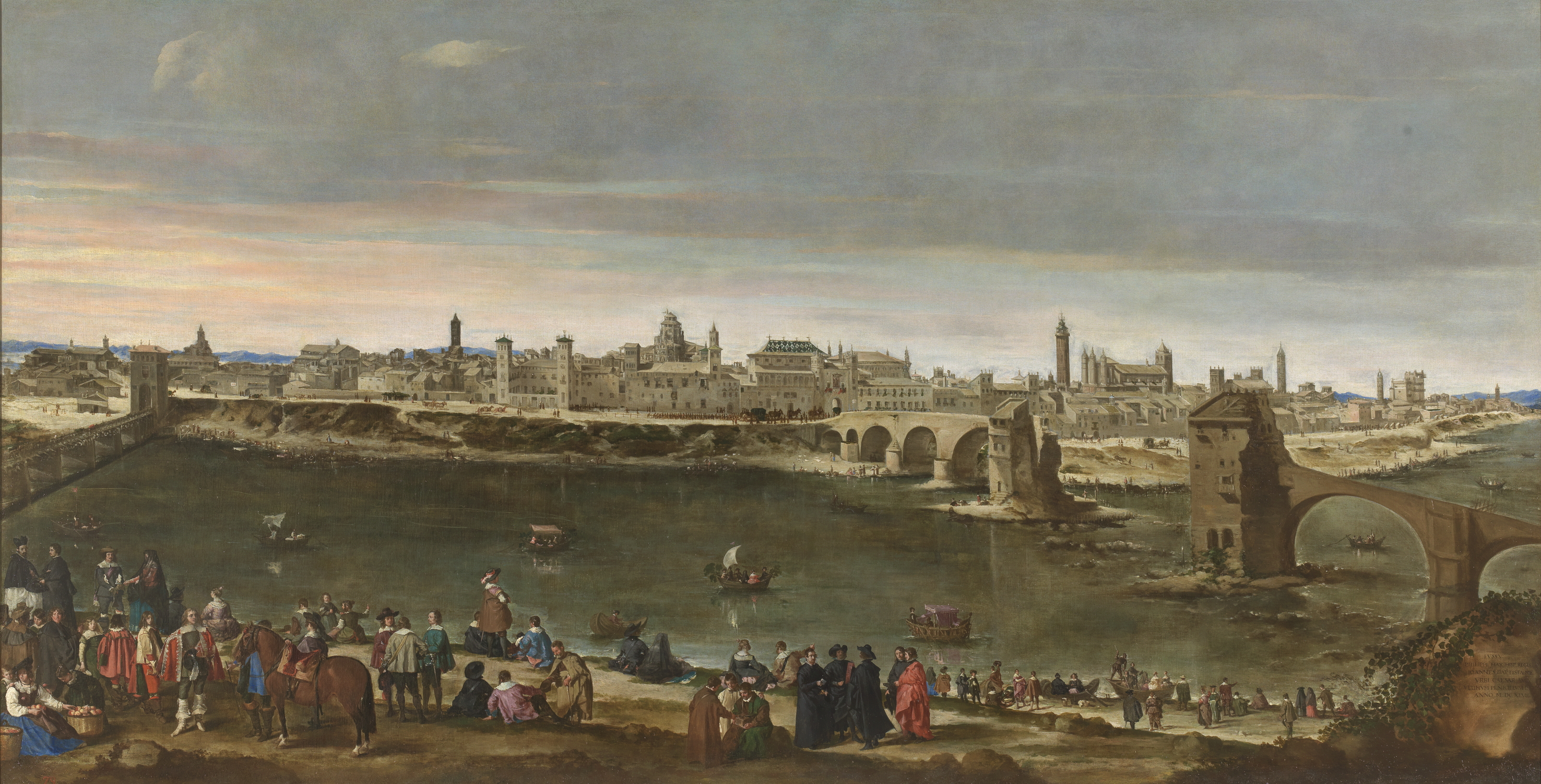
Vista de Zaragoza, 1647.

Diversas puertas eran las que cerraban antiguamente la ciudad de Zaragoza: 

## Puerta de Santa Engracia
Esta puerta, de grandes proporciones, aunque de pesada forma, se empezó a construir en el año 1830, habiéndose suspendido las obras en 1835.
En 3 de junio de 1819 había mandado ya el rey Fernando VII que se erigiese junto a las ruinas del convento, para recordar el heroico esfuerzo, el valor y el sufrimiento de los defensores de la ciudad en los memorables asedios durante la guerra de la Independencia.
Tenía tres ingresos en el centro destinados para el paso de las personas y dos puertas laterales que servían para el tránsito de coches y caballerías. Antiguamente se llamaba puerta de las Santas Masas.

## Puerta Quemada
Situada al Sureste de la capital, entre las puertas del Sol y de santa Engracia carecía de todo mérito artístico. Debía su nombre, según parece, a haber sido aquel el lugar, en que se quemaban los cadáveres de los sentenciados por el tribunal del Santo Oficio.
Fue destruida enteramente en la guerra de la Independencia, en 1808, y la que se construyó posteriormente se asemejaba más bien a un postigo. Fue reemplazada por la puerta del Duque.

## Puerta del Duque

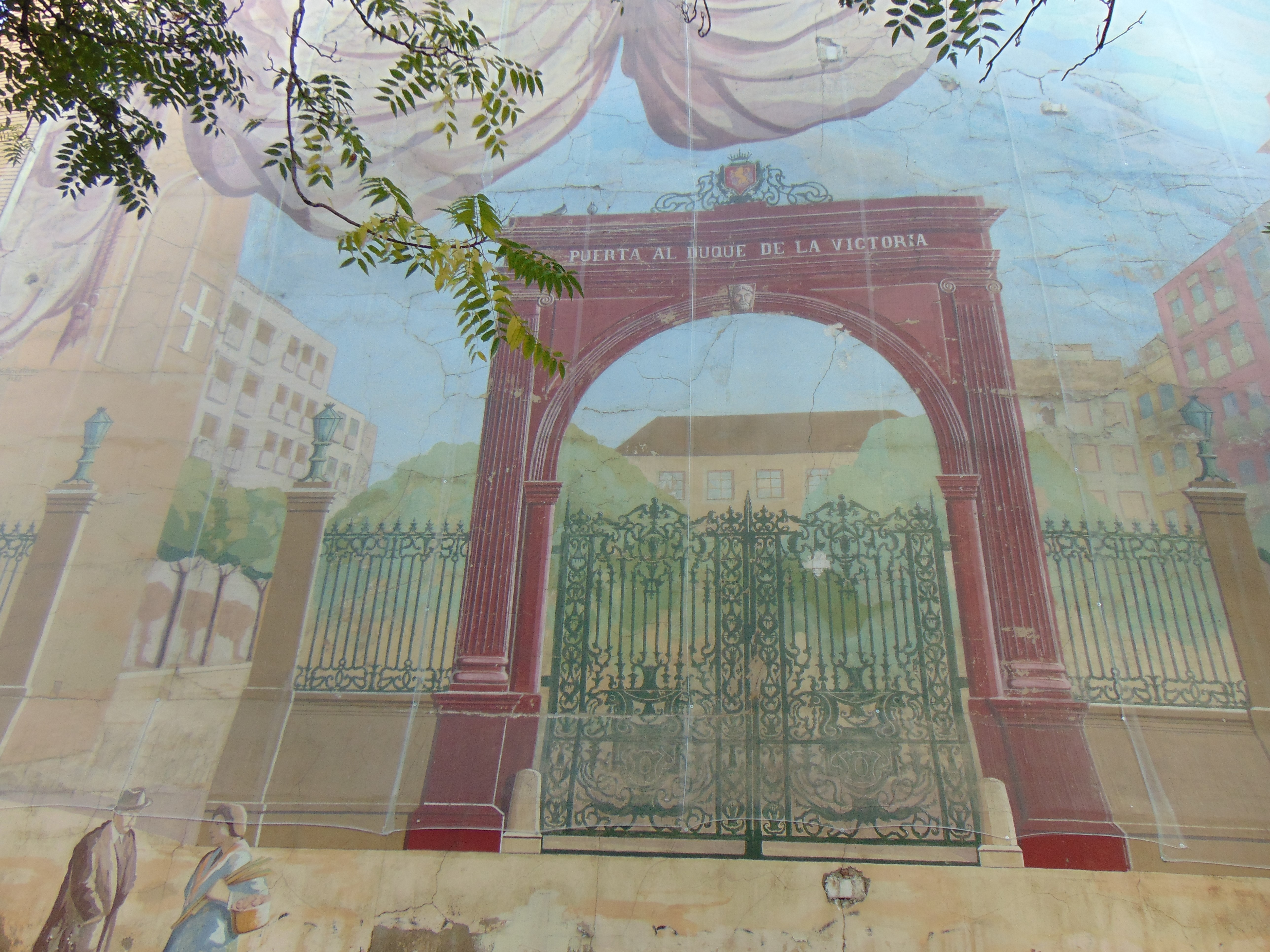
Mural de la Puerta Duque de la Victoria

Contigua a la iglesia de San Miguel de los Navarros y frente al puente de fábrica llamado de san José, se levantaba la magnífica puerta de hierro costeada por el señor Juan Bruil, hijo de la ciudad, senador del reino y ministro de Hacienda que fue en los años 1855 y 1856.
Esta puerta, abierta en mayo de 1856, en celebridad de la inauguración del ferrocarril de Madrid a Zaragoza, que presidió el duque de la Victoria en nombre de la Reina, fue construida en solo quince días, con este especial objeto. Pero la misma precipitación con que se llevaron las obras la dio poca solidez, produciendo a poco tiempo la caída de una parte de ella hecha de ladrillo.

## Puerta del Sol

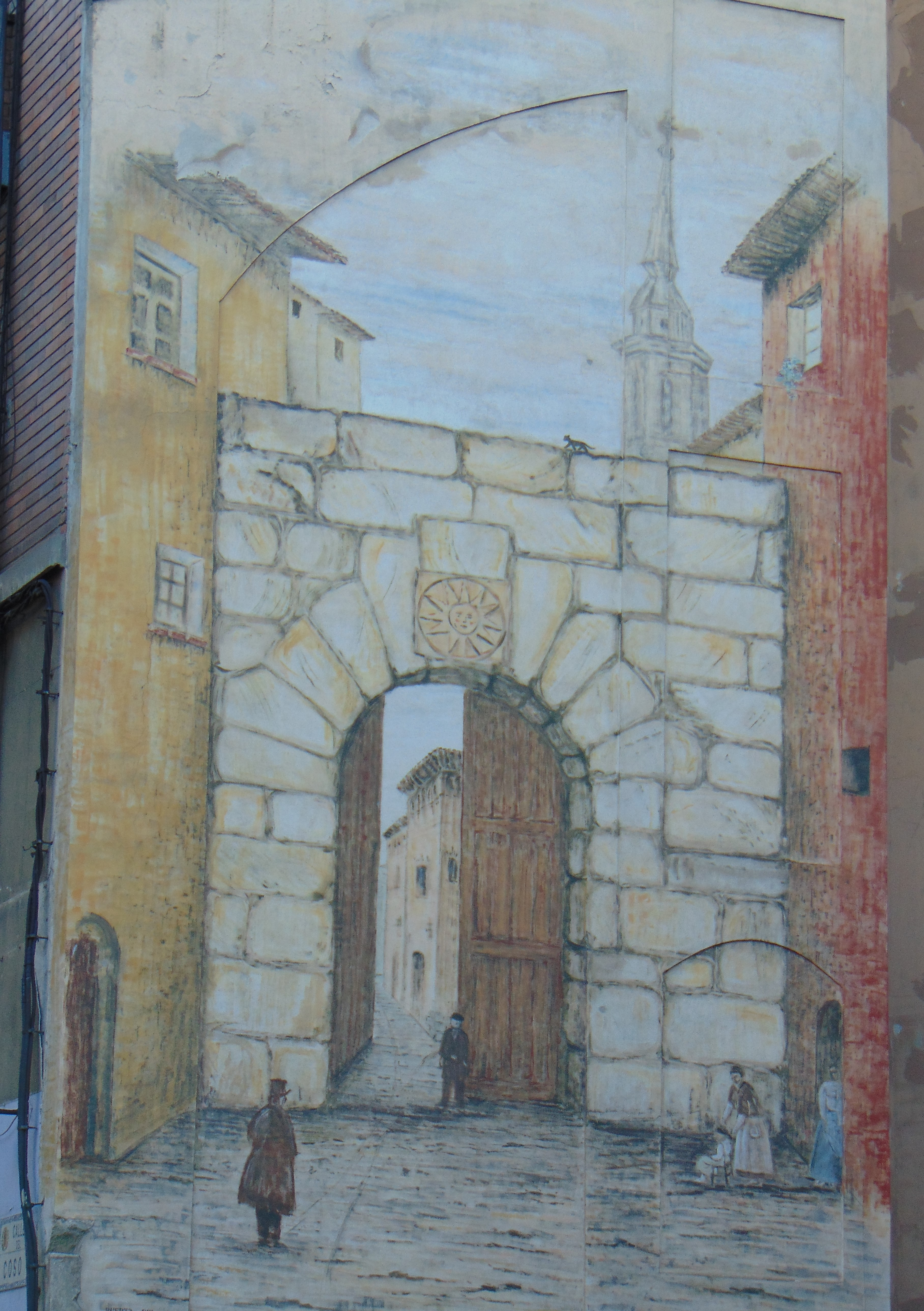
Mural de la Puerta del Sol de Zaragoza.

Se hallaba situada al Nordeste de la ciudad. Constaba de un solo arco de piedra sillería, en el cual se veían infinidad de señales de las balas recibidas en la guerra de la Independencia. Daba salida al barrio de las Tenerías, extramuros de la ciudad.

## Puerta de Toledo

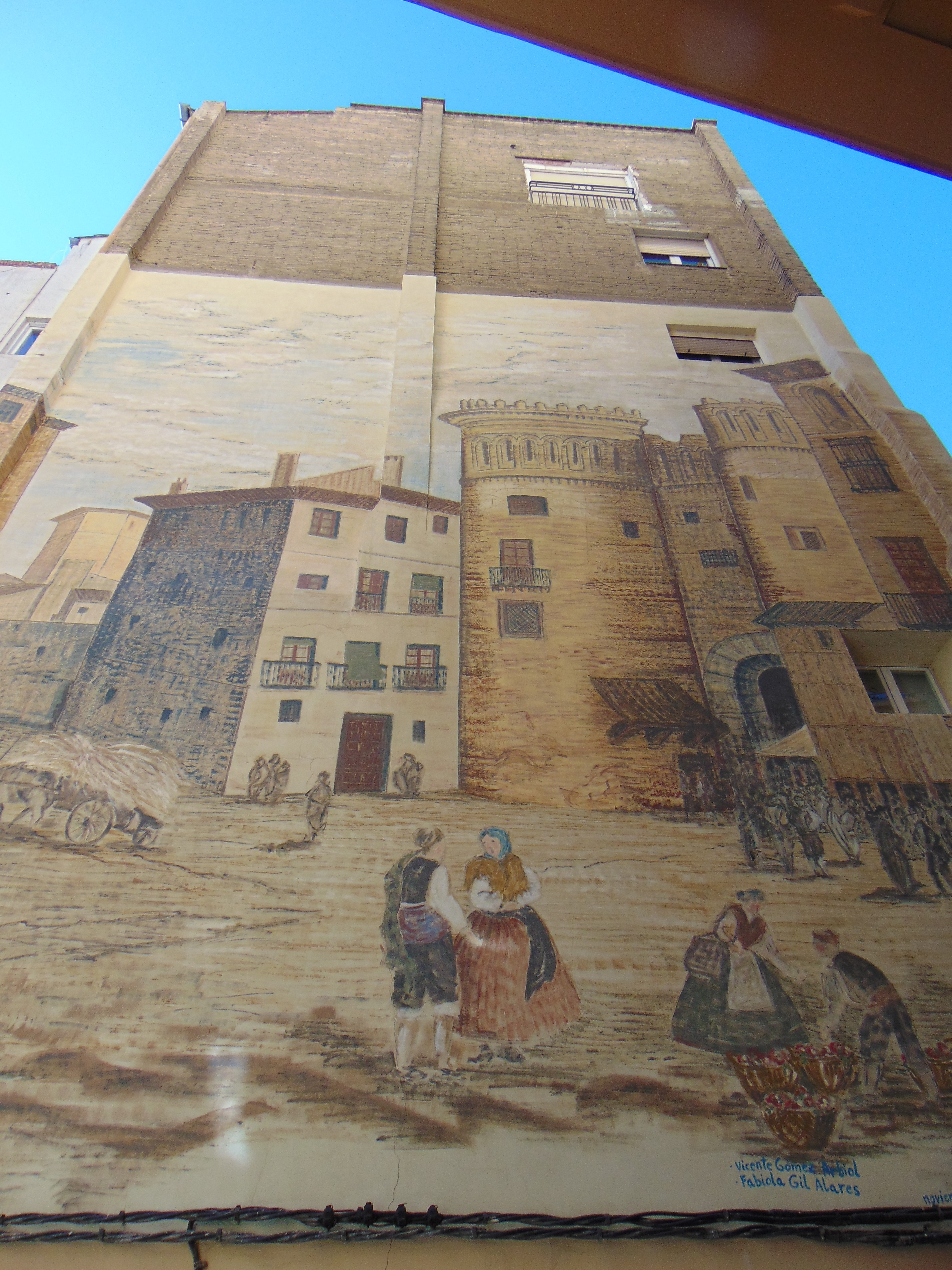
Mural de la Puerta de Toledo de Zaragoza.

## Puerta de Valencia

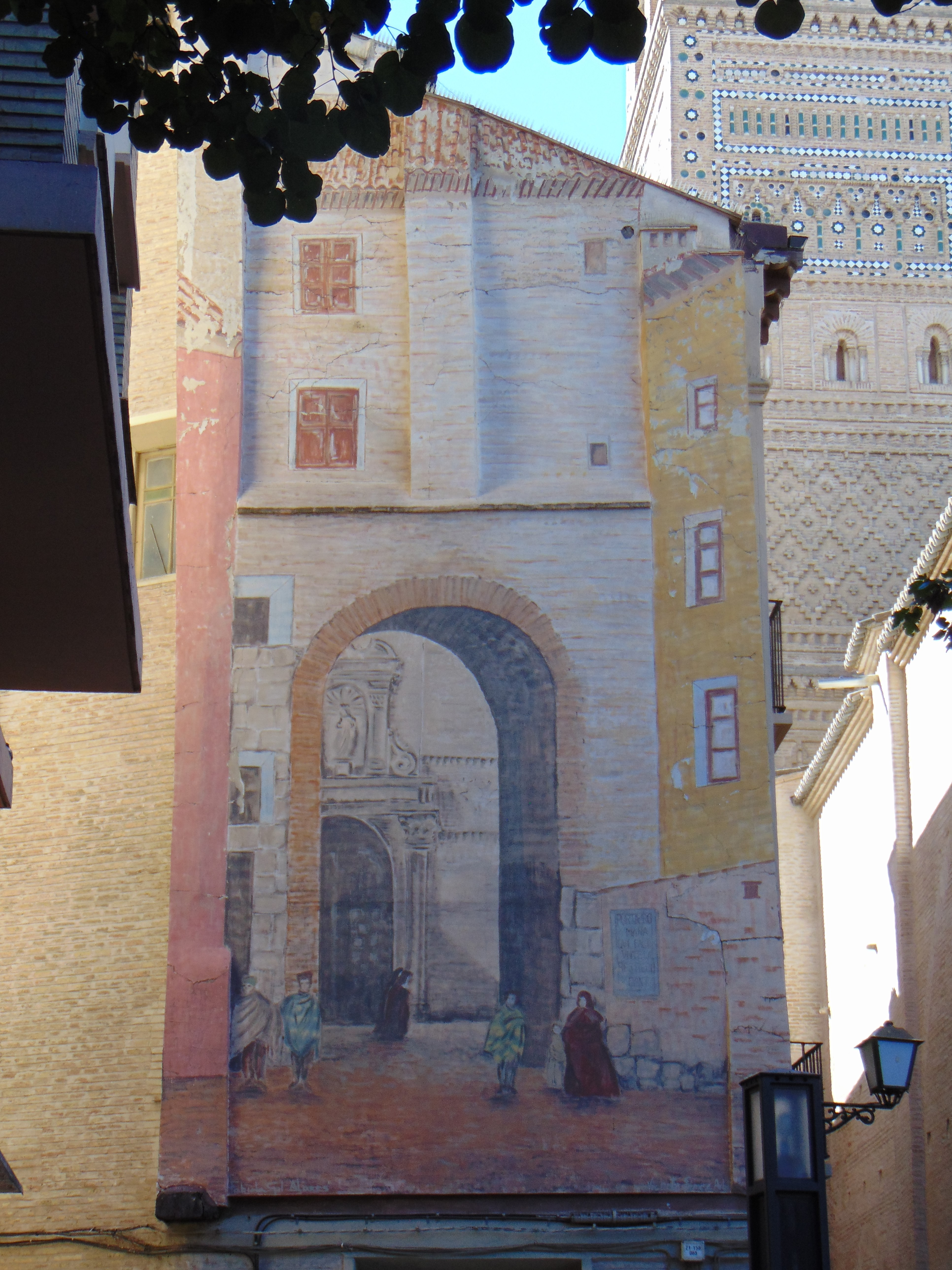
Mural de la Puerta de Valencia de Zaragoza.

## Puerta del Ángel
Se hallaba situada al Nordeste de la ciudad, en la plaza de La Seo, dando su frente al puente de Piedra sobre el río Ebro y a las carreteras generales de Cataluña, Francia y Huesca. Consta de tres entradas, la del centro para carruajes, de arco de medio punto.
Esta puerta se construyó en treinta días, con motivo de la venida de SS. MM. a esta capital para inaugurarse el día de su llegada conforme al plano que sirvió a la que se construyó en la del Duque, en la plaza de san Miguel.
Por esta puerta había gran tránsito y movimiento de gentes, de carruajes y de caballos y puede contarse como la primera de la ciudad, por hallarse frente al único paso del Ebro o sea el puente de Piedra.

## Puerta de San Ildefonso

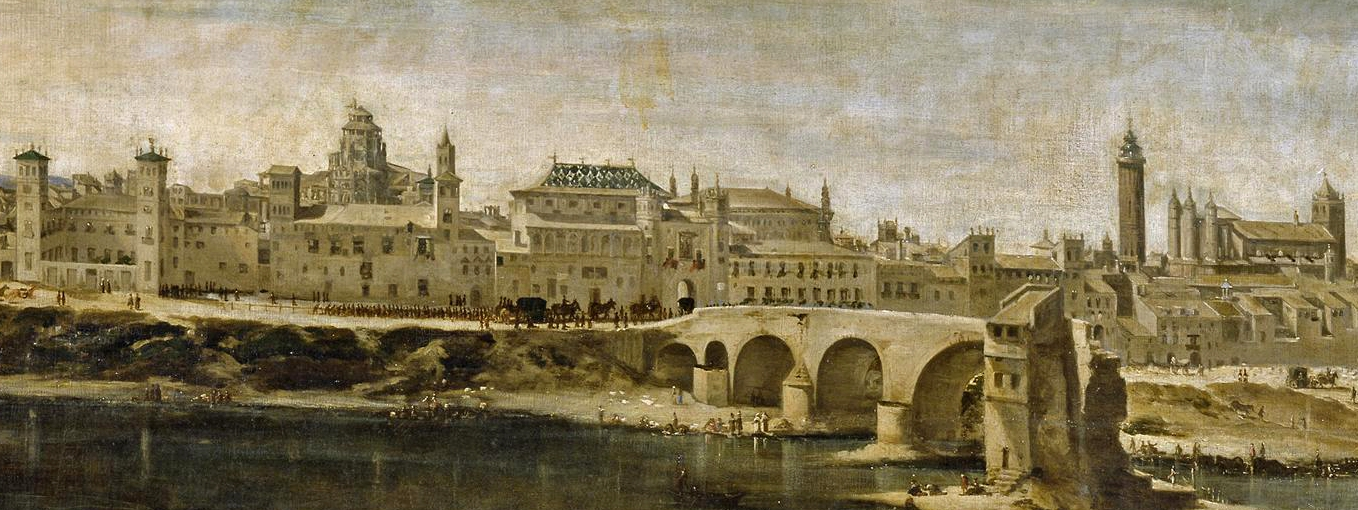
Vista de Zaragoza con la Puerta de San Ildefonso frente al puente de piedra

Se encontraba al Norte de la población. Era de un solo arco, sin otro mérito que su antigüedad y se dirigía en línea recta a la calle o plaza del Mercado. Su construcción data del año 1118, en que hizo su entrada por ella Don Alfonso el Batallador. Su verdadero nombre es el de san Ildefonso, aunque vulgarmente se la conoce con el de la Tripería, por hallarse a la cabeza de dicha calle.
Junto a la misma puerta había un postigo que tenía salida a la orilla del Ebro y por el cual tomaban el agua los aguadores y demás que la necesitaban. En el verano colocaban un pontón o barca, con maroma de sirga y por un módico estipendio pasaban de uno a otro lado a los que lo deseaban.

## Puerta de Sancho

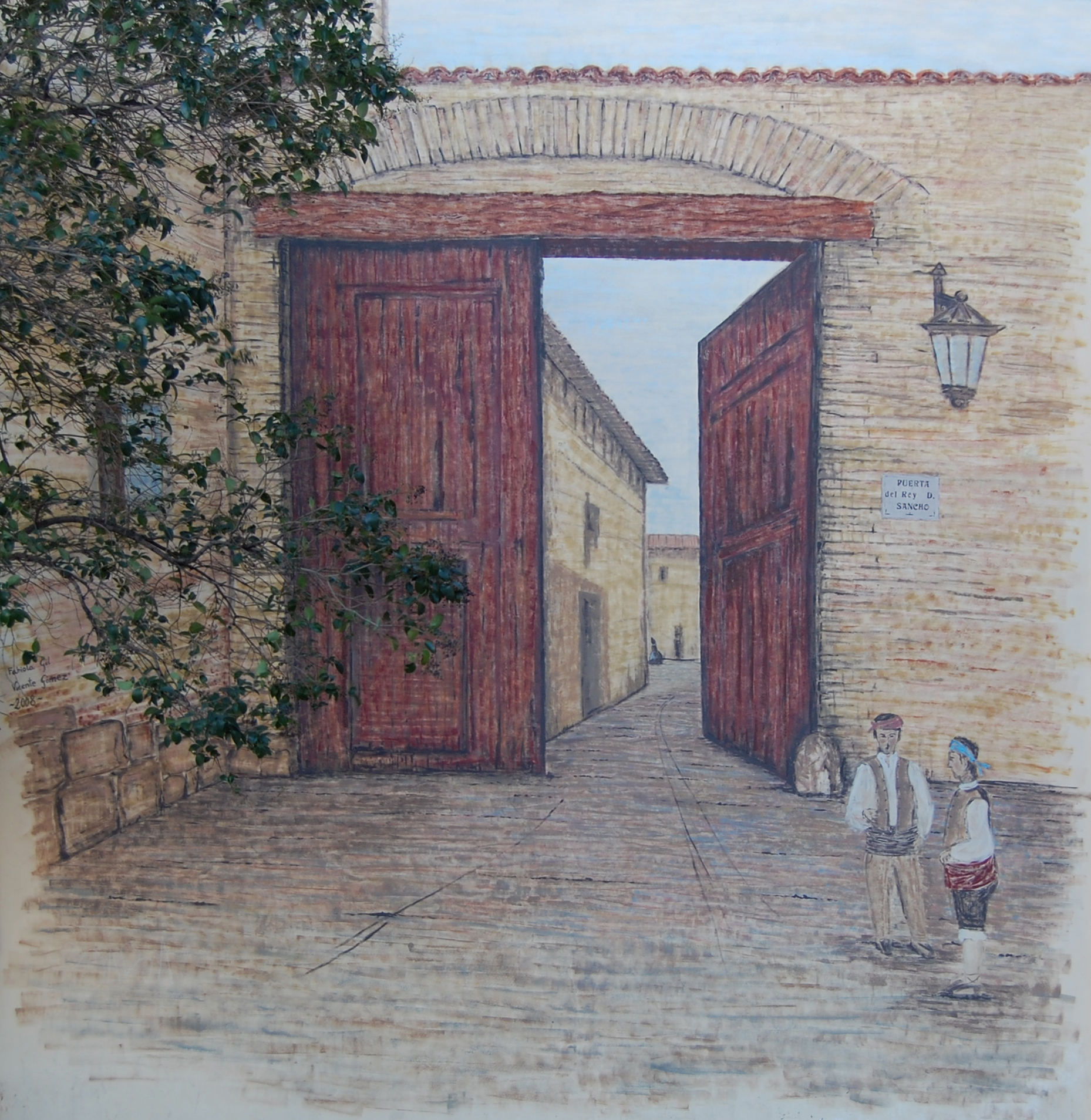
Puerta de Sancho.

Se hallaba al Noroeste de la ciudad, cerca de la plaza de santo Domingo. No tenía mérito alguno artístico: daba salida a las huertas llamadas del término de Almozara y varios pueblos de la orilla derecha del Ebro, en aquella dirección.

## Puerta del Portillo
Situada al Oeste de la población junto a la plaza de su nombre, era de un solo arco de ladrillo, bastante alto y de mérito regular. Fue construida después de la guerra de la Independencia, por haberse totalmente destruido la que había anteriormente: su frente daba a la carretera general de Madrid y Navarra y el palacio de la Aljafería. Es constante y piadosa tradición, que cerca de esta puerta se verificó la milagrosa aparición de la Virgen del Portillo, en el año 1119 y la cual se venera en su iglesia contigua a dicha puerta, intramuros de la ciudad.

## Puerta del Carmen

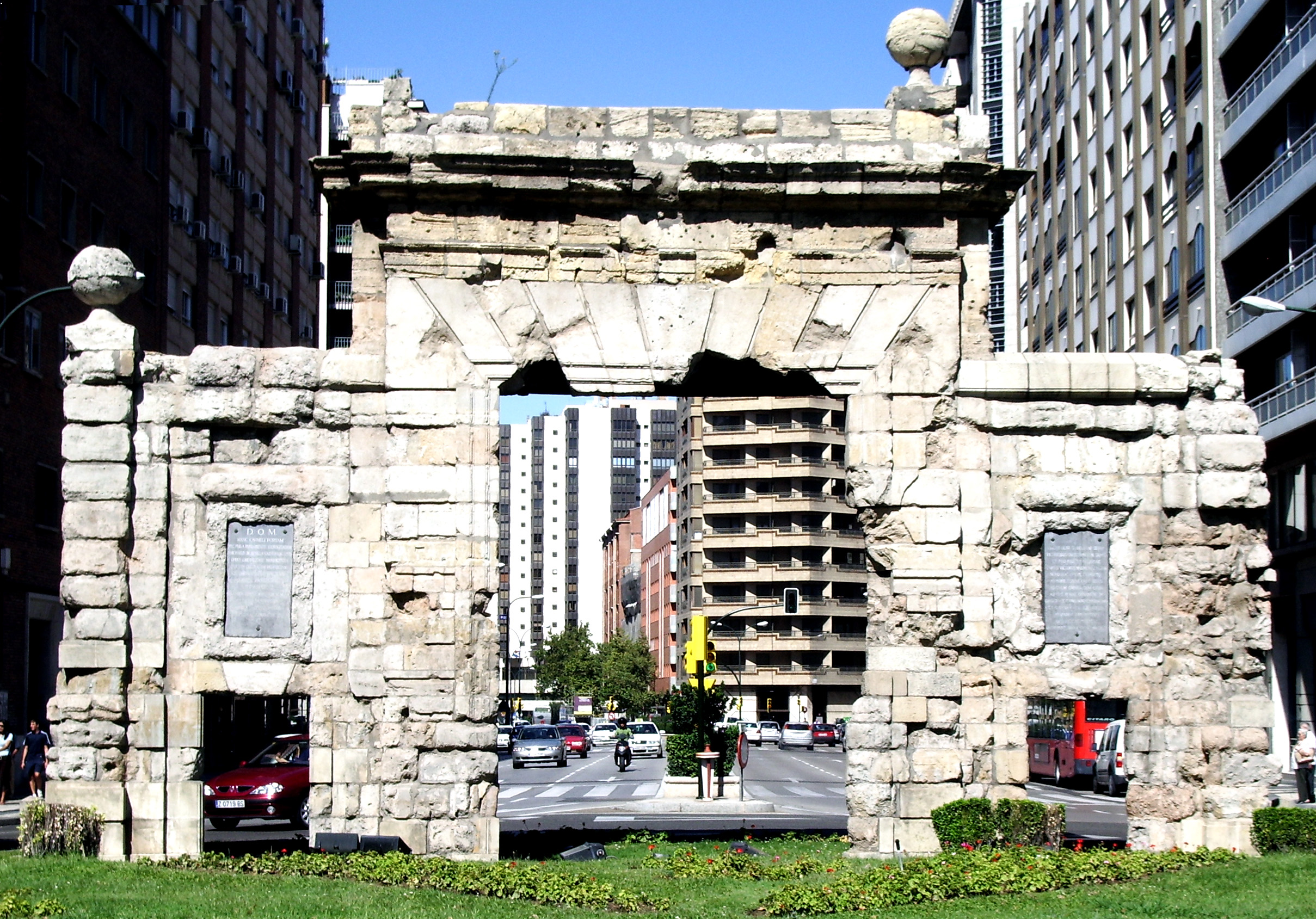
Puerta del Carmen

Se halla al Suroeste de la ciudad, en una plaza en la que confluyen la Avenida César Augusto, la Calle Hernán Cortés y los Paseos Pamplona y María Agustín. Su antiguo nombre era Puerta de Baltax, debiendo, sin duda el actual a su proximidad al convento que fue de frailes del Carmen. Daba salida a la carretera de Valencia, paseos de Casa Blanca, Capuchinos, Campo del Sepulcro y a las muchas torres que había en sus términos.
La actual Puerta del Carmen fue construida en el año 1789 en estilo neoclásico por el arquitecto Agustín Sanz, sobre la anterior Puerta. Consta de un arco de piedra de bastante altura y dos puertas pequeñas a los costados con algunas molduras, en las que faltan grandes trozos y se echaban de ver bien los signos de muchos proyectiles que revelan lo mucho que sufrió en la guerra de la Independencia.
Es memorable esta puerta también por haber entrado por ella el 5 de marzo de 1838 el general carlista Cabañero con una división de la cual pereció una gran parte y quedó otra prisionera por los milicianos nacionales y paisanos que con este hecho de armas conquistaron un laurel más sobre los que ya tenían conquistados y la ciudad obtuvo el título de siempre heroica. 
Además de las puertas que se dejan mencionadas había un postigo llamado Sorreal, que se hallaba en la calle de Predicadores y comunicaba al Ebro, por donde tomaban el agua; otro en la puerta de la Tripería, que ya se ha citado; otro, titulado del Ángel, junto a la puerta de este nombre, que daba salida a la ribera del Ebro y estaba cerrado casi todo el año y otro en la puerta de Monserrate, frente al puente de Tablas, en la ribera del Ebro.